# Río Cereceda
El río Cereceda es un río del sur de la península ibérica perteneciente a la cuenca hidrográfica del Guadalquivir, que discurre por el sur de la provincia de Ciudad Real (España). 

## Curso
El Cereceda nace en la sierra de Dornilleros, en un paraje conocido como Collado de los Gavilanes, en el término municipal de Fuencaliente. Realiza un recorrido de unos 11 km en sentido este-oeste hasta el paraje del Collado de los Lobos, donde gira para tomar dirección sur hasta su confluencia con el río del Pueblo que da lugar al río Yeguas. 

## Flora y fauna
Por su gran variedad botánica y faunística, el Cereceda está incluido en la Red Natura 2000, dentro del espacio "Sierra Morena (Ciudad Real)", siendo la cuenca alta del Cereceda uno de los elementos geomorfológicos de interés del espacio. Además son notables sus bosques de galería de alisedas existentes a partir de la chorrera de los Batanes. También destacan los robles melojos y los cerezos silvestres en su tramo por el valle del Cereceda.